# Cantó de Plateau briard
El cantó de Plateau briard (en francès canton du Plateau briard) és una divisió administrativa francesa del departament de la Val-de-Marne, dividit entre els districtes de Créteil i de Nogent-sur-Marne. Creat amb la reorganització cantonal del 2015.

## Municipis
- Boissy-Saint-Léger
- Mandres-les-Roses
- Marolles-en-Brie
- Noiseau
- Périgny
- La Queue-en-Brie
- Santeny
- Villecresnes